# Kalja (Rosja)
Kalja (ros. Калья) – osiedle w Rosji, w obwodzie swierdłowskim, w okręgu miejskim Siewierouralska. W 2010 liczyło 5604 mieszkańców.